# Пустельна бруківка

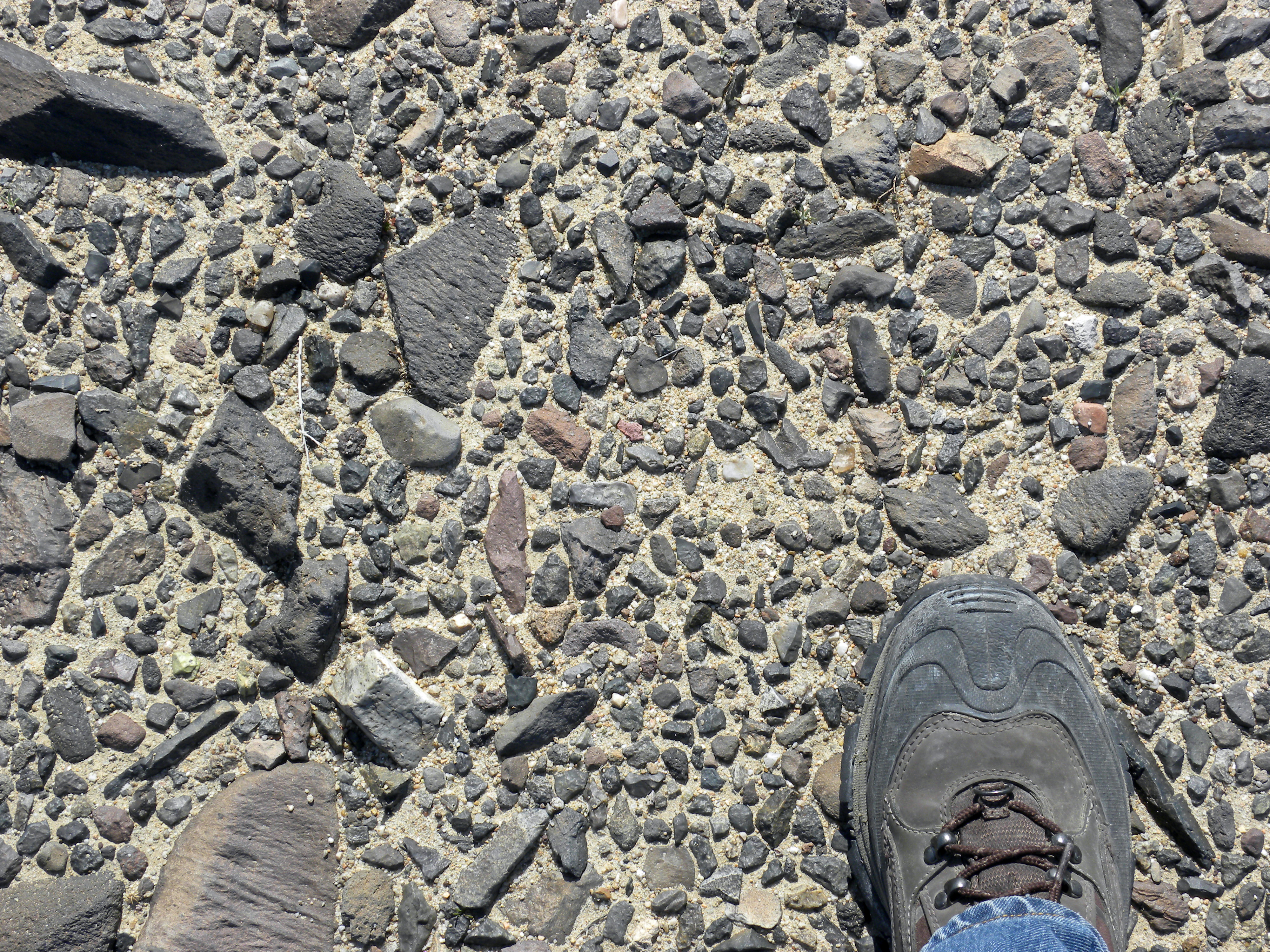

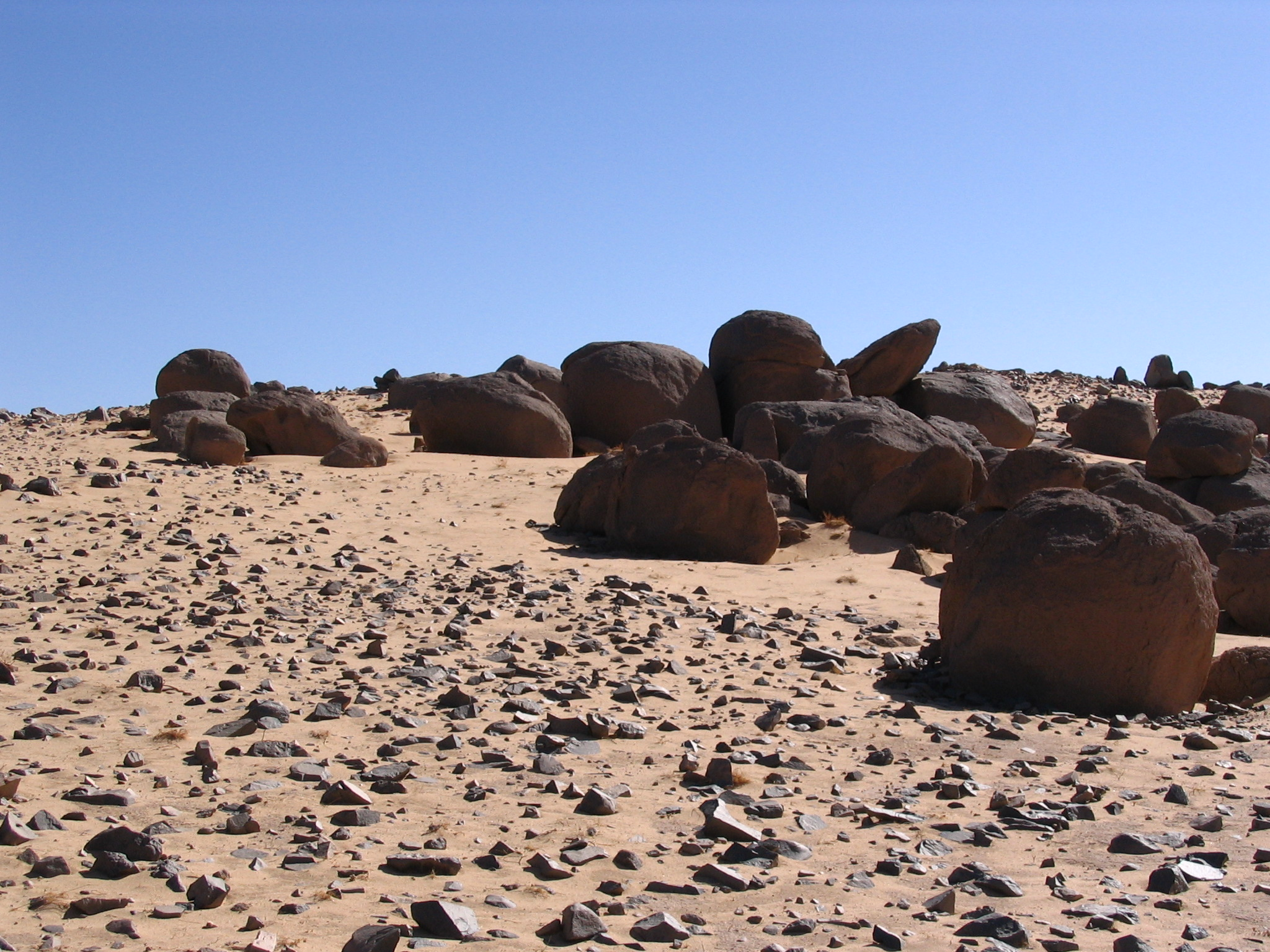

«Пустельна бруківка» (рос. “пустынная мостовая”, англ. “desert pavement”, нім. “Wüstenpflaster”) — накопичення на поверхні пустелі великих уламків гірських порід у вигляді щебеню, гальки, скам'янілостей, конкрецій і т. ін. матеріалу, утвореного внаслідок вивітрювання з вилученим внаслідок дефляції дрібнозему. Пустельна бруківка захищає ґрунт пустелі від подальшого вивітрювання.

## Інтернет-ресурси
- Desert Processes Working Group [Архівовано 1 грудня 2010 у Wayback Machine.]
- The Bibliography of Aeolian Research